# محمد الوتيدي
محمد عبد الله الوتيدي لاعب كرة قدم سعودي ، يلعب في نادي النعيرية.
لعب في نادي الشرق ونادي السد و نادي النجوم ونادي النعيرية.